# Xiaowu (sockenhuvudort i Kina, Hubei Sheng, lat 31,30, long 114,11)
Xiaowu (kinesiska: 小悟) är en sockenhuvudort i Kina. Den ligger i provinsen Hubei, i den centrala delen av landet, omkring 81 kilometer norr om provinshuvudstaden Wuhan. Antalet invånare är 16 023. Befolkningen består av 7 875 kvinnor och 8 148 män. Barn under 15 år utgör 19,0 %, vuxna 15-64 år 70 %, och äldre över 65 år 10,0 %.
Runt Xiaowu är det tätbefolkat, med 459 invånare per kvadratkilometer. Närmaste större samhälle är Zhouxiang, 14,3 km söder om Xiaowu. Trakten runt Xiaowu består till största delen av jordbruksmark.
Genomsnittlig årsnederbörd är 1 403 millimeter. Den regnigaste månaden är juli, med i genomsnitt 241 mm nederbörd, och den torraste är december, med 19 mm nederbörd.